# سیتروس سیتی (تگزاس)
سیتروس سیتی (به انگلیسی: Citrus City) یک منطقهٔ مسکونی در ایالات متحده آمریکا است که در شهرستان ایدالگو، تگزاس واقع شده‌است. سیتروس سیتی ۵٫۳ کیلومتر مربع مساحت و ۲٬۳۲۱ نفر جمعیت دارد و ۶۶ متر بالاتر از سطح دریا واقع شده‌است.